# ウーヴェ・バルシェル

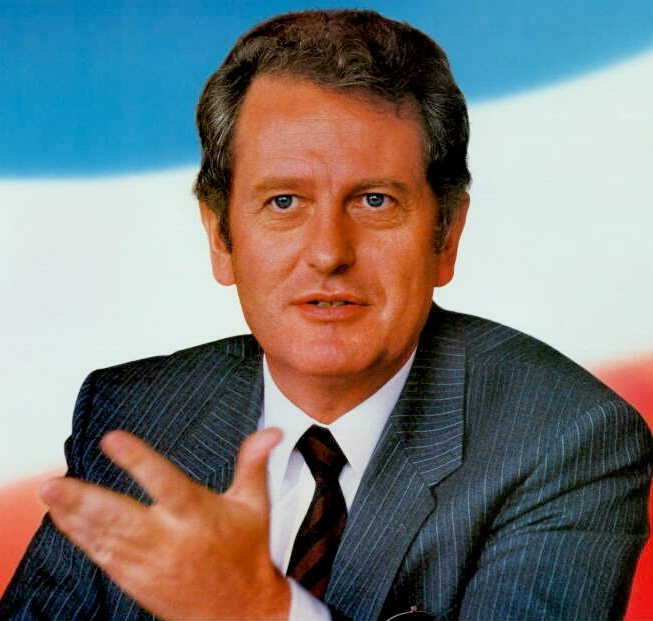
ウーヴェ・バルシェル

ウーヴェ・バルシェル（Uwe Barschel、1944年5月13日 - 1987年10月11日）は、西ドイツの政治家。キリスト教民主同盟（CDU）所属。シュレースヴィヒ＝ホルシュタイン州で、州議会議員、州財務大臣、州内務大臣、州首相を歴任した。州首相在任中の1987年の州議会選挙でバルシェル事件を起こし、州首相を辞任した後、自殺した。

## 経歴
父親が第二次大戦末期にベルリンの戦闘で行方不明となる。母親が働いていたため、ハンブルク近くの町で主に祖父に育てられる。高校時代の担任によると、おとなしく優秀な生徒であった。1964年からキール大学で法律や政治学、教育学を学び、1970年に法学博士、1971年に文学博士の学位を得る。1971年に弁護士の資格を得て、裁判所や法律事務所で働く。
1962年にキリスト教民主同盟入党。1971年、シュレースヴィヒ＝ホルシュタイン州議会議員に初当選。1973年に州議会キリスト教民主同盟の代表となる。1979年に州財務大臣となり、その後州内務大臣と連邦参議院議員も務める。ゲルハルト・シュトルテンベルクが1982年に連邦財務相となって州首相を辞任した後を受け継ぎ、38歳で州首相となり、「史上最年少」ともてはやされた。
初めて州首相として臨んだ1983年の州議会選挙では過半数を制し、保守の地盤をまもった。しかし、ビョルン・エングホルムが率いる社会民主党（SPD）を敵にまわした1987年の州議会選挙では苦戦を強いられた。そして、選挙直前に発行された雑誌『デア・シュピーゲル』が、エングホルムが尾行・監視されていることを報じ、いわゆる「バルシェル事件」が発覚した。バルシェルはエングホルムの脱税事件でっち上げ工作を否定したが、不利な証拠が出てきて州首相を辞任した。そして、この事件の調査委員会証言を控えた1987年10月11日に、スイス、ジュネーブのホテルで死亡しているところを発見され、その後の調査で自殺だと断定された。

## 文献・脚注
- ドイツ語版ウィキペディア（2012年5月21日21:50版）[出典無効]
- 『朝日新聞』「波紋広がる西独・州首相の“自殺”」1987年11月5日

1. ↑  1987年9月7日の『デア・シュピーゲル』が、ウォーターゲート事件をもじった「ウォーターカントゲート」という見出しでトップ記事で報じた。
2. ↑  『毎日新聞』「西独のバルシェル前州首相　自殺か病死か」1987年10月12日